# Храбър Марков
Отец Храбър Марков, с рождено име Тадей Марков Иванов, е български духовник, отец успенец от източен обред към Конгрегацията на успенците.

## Биография
Тадей Марков Иванов е роден на 6 октомври 1916 г. в град Пловдив. Завършва с пълно отличие колежа „Св.Августин“ в Пловдив. След получаване на средното си образование приема монашество и заминава за Франция, където завършва богословие. Придобивайки висше богословско образование той е разпределен за работа като свещеник най-напред в Сливен, след това в Бургас, по-късно в пловдивско село и накрая – в Пловдив. От Конгрегацията на успенците е изпратен да завърши и висше образование по математика в Софийския университет. Като учител по математика той работи в техникум в Сопот.
На 3 октомври 1952 г. отец Храбър Марков е осъден по т.нар. Католически процеси на шест години лишение от свобода, лишение от правата по чл. 28 от НЗ за срок от 8 години, като е конфискувана в полза на държавата една четвърт от имуществото му. Като следствен отец Храбър Марков първоначално лежи една година в Софийския централен затвор, а след това години наред – в лагера Белене, където въпреки тежкия труд и условия успява да състави проекта си за Световен календар по конкурс на ООН, който календар е приет от ООН като утопичен. Отец Храбър Марков събира сведения от водачите на стачката на тютюневите работници в Пловдив, с които лежи в Белене.
До края на живота си непрекъснато работи върху своите трудове – петтомна автобиография, включваща и описание на годините, прекарани в лагера Белене с точни и подробни сведения за работата и затворниците от всички български партии и съсловия – земеделци (николапетковисти и др.), социалисти, анархисти, свещеници, дейци на македонските организации и др. Той пише и трудове по българска история и история на българския език като в последните се противопоставя на езиковата реформа, направена след Деветосептемврийския преврат, бидейки вредна за българския език, главно поради разделянето на източните и западни български говори. Пише и трудове по история на религията, детски книжки на френски, прави преводи на френски книги. Сам превежда и издава книгите си като ги депозира в Пловдивската народна библиотека.
Умира на 5 януари 2007 г. в Държавната болница – Пловдив (МБАЛ „Св. Георги“) след инсулт по Коледа на 2006 г. и кратко боледуване. Погребението му се провежда на 8 януари в църква „Възнесение Господне“. На погребенито присъстват над четиринадесет свещеници от католическите епархии и пет православни. Погребалната служва е водена от епископ Христо Пройков. В словото си той подчертава, че с кончината на отец Храбър се затваря една тъжна страница от историята на Католическата църква в България. Отец Храбър Марков е последният български католически свещеник, преживял затворите и лагерите по време на комунистическия режим.